# Rościmin
Rościmin – wieś w Polsce położona w województwie kujawsko-pomorskim, w powiecie nakielskim, w gminie Mrocza. Co roku w czerwcu jest tam organizowana "Rościminiada sobótkowa" z okazji rozpoczęcia lata. W północ od wsi znajduje się Jezioro Rościmińskie Duże a na południe Jezioro Rościmińskie Małe.

## Podział administracyjny
W latach 1975–1998 miejscowość administracyjnie należała do województwa bydgoskiego.

## Demografia
Według Narodowego Spisu Powszechnego (III 2011 r.) liczyła 253 mieszkańców. Jest dziesiątą co do wielkości miejscowością gminy Mrocza.